# Spieler (Drama)
Spieler (1999) ist ein Theaterstück von Torsten Buchsteiner.

## Inhalt
Jan und Edward, von Beruf Makler und Rechtsanwalt, kompensieren ihre Langeweile durch „Aufreißwettbewerbe“. Ihnen fehlt jedoch der endgültige Kick, so dass diese Spielchen bald ihren Reiz verlieren. Also denken sie sich etwas Neues aus: Jan soll das panische Schreien eines Menschen, einer von ihm erniedrigten Kreatur, auf Tonband aufnehmen. Edward soll eine seiner unschuldigen Mandantinnen verurteilen lassen. Edwards Kandidatin, Maria Olin, ist jedoch Jans neue Flamme. Und die Journalistin Anna, die einen Wohnungsbesichtigungstermin bei Jan hat, ist Maria Olins beste Freundin. Die beiden Frauen spielen ebenfalls ein Spiel.

## Rezensionen
„Das Kräfteverhältnis der Figuren ist ständigen Wechselbädern unterworfen. Zynismus und Verletzbarkeit, Verdrängung und Aggression überschneiden einander in einem subtilen Clinch. Der Dialog ist ein Fressen für Schauspieler: tiefere Schichten offenbaren sich nach und nach, ohne die Figuren durch Selbstdarstellung oder Kommentare zu strapazieren.“

„Egozentrische Einzelkämpfer einer eiskalten Singlegesellschaft sind das, geistig und seelisch Ausgebrannte, die Sinnerfüllung und Selbstbestätigung nur noch im schnellen Sex und in der Demütigung des Anderen finden können. In seinem schonungslosen Befund vom Heldenleben der ‚neuen Mitte‘ ist Buchsteiners Stück in der literarischen Landschaft durchaus kein Einzelfall. Jeder kämpft gegen jeden – so wie in Moritz Rinkes Republik Vineta und Marius von Mayenburgs Parasiten.“

„Mit dieser energischen Arbeit wird sich mancher vor den Kopf gestoßen fühlen. Aber durch Wohlfühlgeschichten kann man sich am Fernsehen zappen.“

## Ausgabe
- Torsten Buchsteiner: Spieler. Henschel Schauspiel Theaterverlag, Berlin.